# Cathédrale de l'Épiphanie de Ienisseïsk
Cette  cathédrale n’est pas la seule cathédrale de l'Épiphanie.
La cathédrale de l'Épiphanie (en russe : Богоявле́нский Собо́р, Vogoïavlenski Sobor) est un édifice religieux orthodoxe, situé dans la ville de Ienisseïsk dans le centre historique de la ville au niveau de la rive sur le Ienisseï. Construite à de multiples reprises au cours de son existence, elle est construite pour la première fois au XVIe siècle, et l'édifice actuel date partiellement de la fin du XIXe siècle, avec une reconstruction complète pendant les années 2010. Elle se rattache au baroque sibérien par son style, dans sa variante de Ienisseïsk, et est classée aux objets patrimoniaux culturels de Russie. Son adresse est le no 1 voie Pojarny.

## Histoire

### Premier édifice

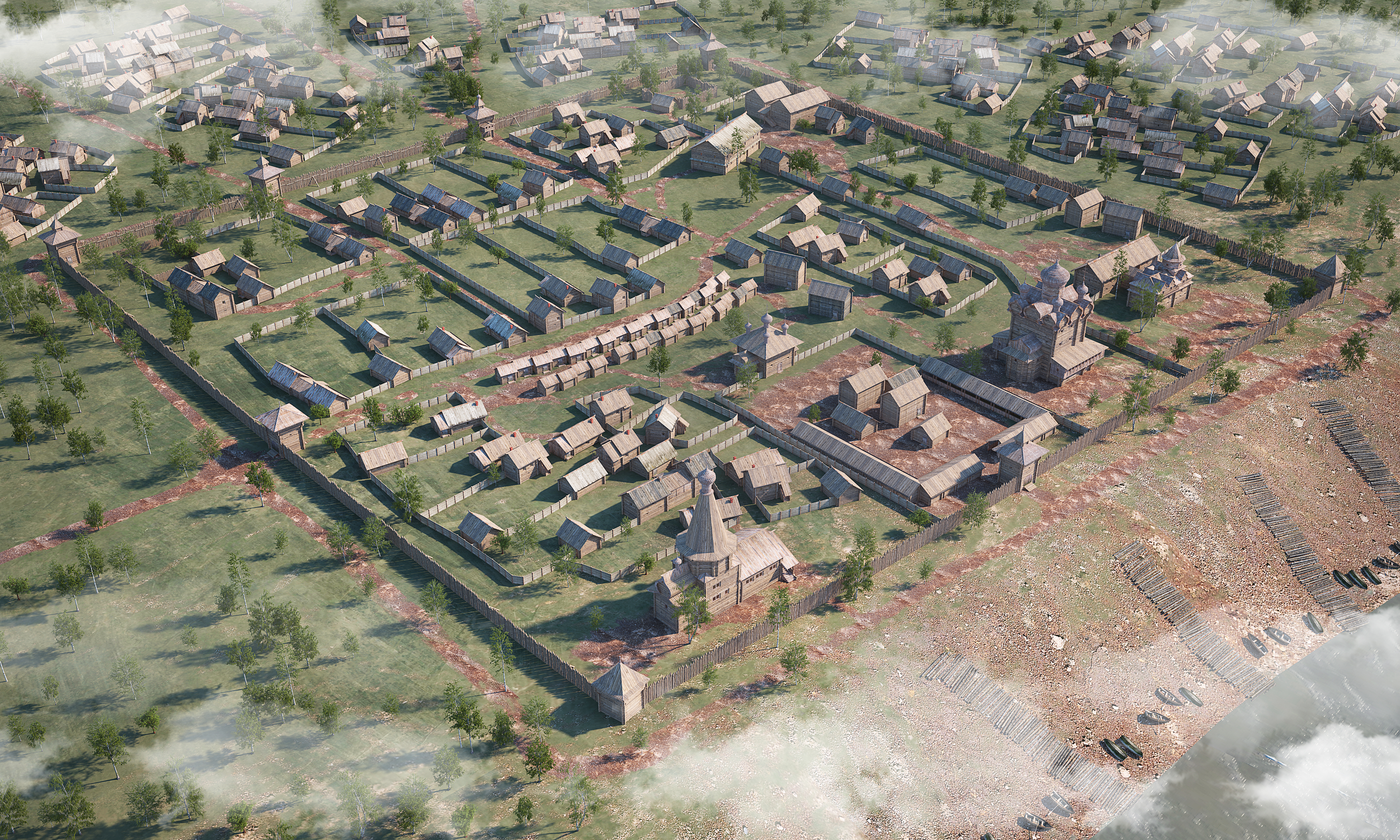
Vue en trois dimensions de la ville fortifiée à la fin du XVIIe siècle. L'édifice est au premier plan au centre.

Une église en bois dédiée à l'Épiphanie est mentionnée pour la première fois en 1647, sous le règne d'Alexis Ier. La ville n'avait alors même pas trente ans, car fondée en 1619. Cet édifice avait trois niveaux, avec cinq dômes. L'église fut construite sur le rivage du Ienisseï. Avec les autres églises principales de la ville (de la Transfiguration, de la Résurrection et de la Nativité du Christ), elles sont alignées le long du rivage, motif choisi par les architectes de la ville. Avec une inondation du Ienisseï en 1649, l'édifice est détruit. L'édifice est ensuite reconstruit.

### Incendies de 1703 et de 1730
En 1703, la ville subit un incendie majeur, détruisant toutes les églises (dont l'église), tous les bâtiments administratifs et commerciaux et la majeure partie des habitations. La ville entame alors sa reconstruction, et en 1708, un maçon expérimenté, qui avait auparavant travaillé à Moscou, Fedot Tchaïka, est envoyé de Tobolsk à Ienisseïsk dans le cadre de la reconstruction de la ville. Mais alors que les édifices religieux étaient auparavant en bois, il est décidé de reconstruire en pierre ces édifices. Le clergé local utilisa ce maître de Tobolsk. La paroisse lui attribua le chantier de la cathédrale de l'Épiphanie, qui fut inaugurée en 1712, après quatre ans de construction. Ce fut le premier édifice en pierre de la ville.
Au début des années 1730, un nouvel incendie toucha la ville, qui détruisit l'édifice. La reconstruction ne se fit pas tout de suite, et commença en 1738. En 1740, une chapelle ardente fut construite en 1740 à côté des restes de la Cathédrale, chapelle dédiée à la Présentation de Marie au Temple. En 1750, les nobles moscovites du nom de Semion et Epifan Nadeïns achevèrent les travaux de reconstruction.

### Incendie de 1879

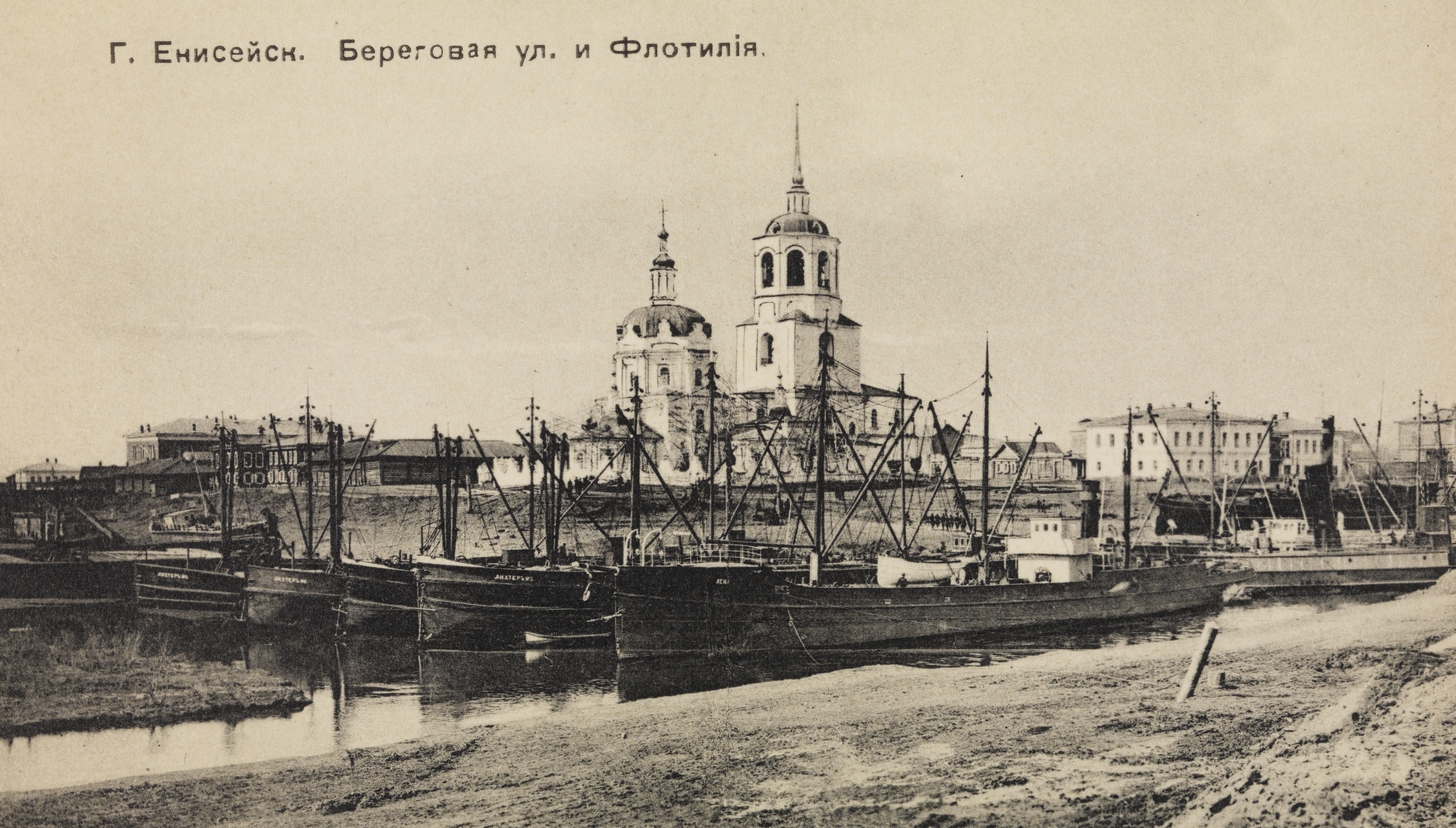
Navire de la flotte fluviale dans le port d'Ienisseïsk. Au fond la cathédrale de l'Épiphanie. Photographie de Fridtjof Nansen, été 1913.

Le plus grand incendie que connut la ville fut au XIXe siècle, en 1869, où seulement un septième de la ville survécut. La force de l'incendie détruisit les fers du toit, les cloches se sont fondues ou fissurées. Le montant des réparations était estimé à 15 000 roubles, montant colossal pour l'époque. Mais les paroissiens aidèrent à la reconstruction, et le marchand Averky Matonine qui était aussi le chef de l'église apporta son propre capital de 3 290 roubles pour la reconstruction. En seulement deux ans, l'édifice était reconstruit, mis à part pour les cloches. La cloche principale de l'édifice fut apportée en 1903 depuis la Russie européenne. Une foule d'environ un millier de personnes s'amassa dans la ville, aidant au transport avec des cordes de la cloche à travers la ville jusqu'à l'édifice.

### Période soviétique puis restauration auXXIesiècle

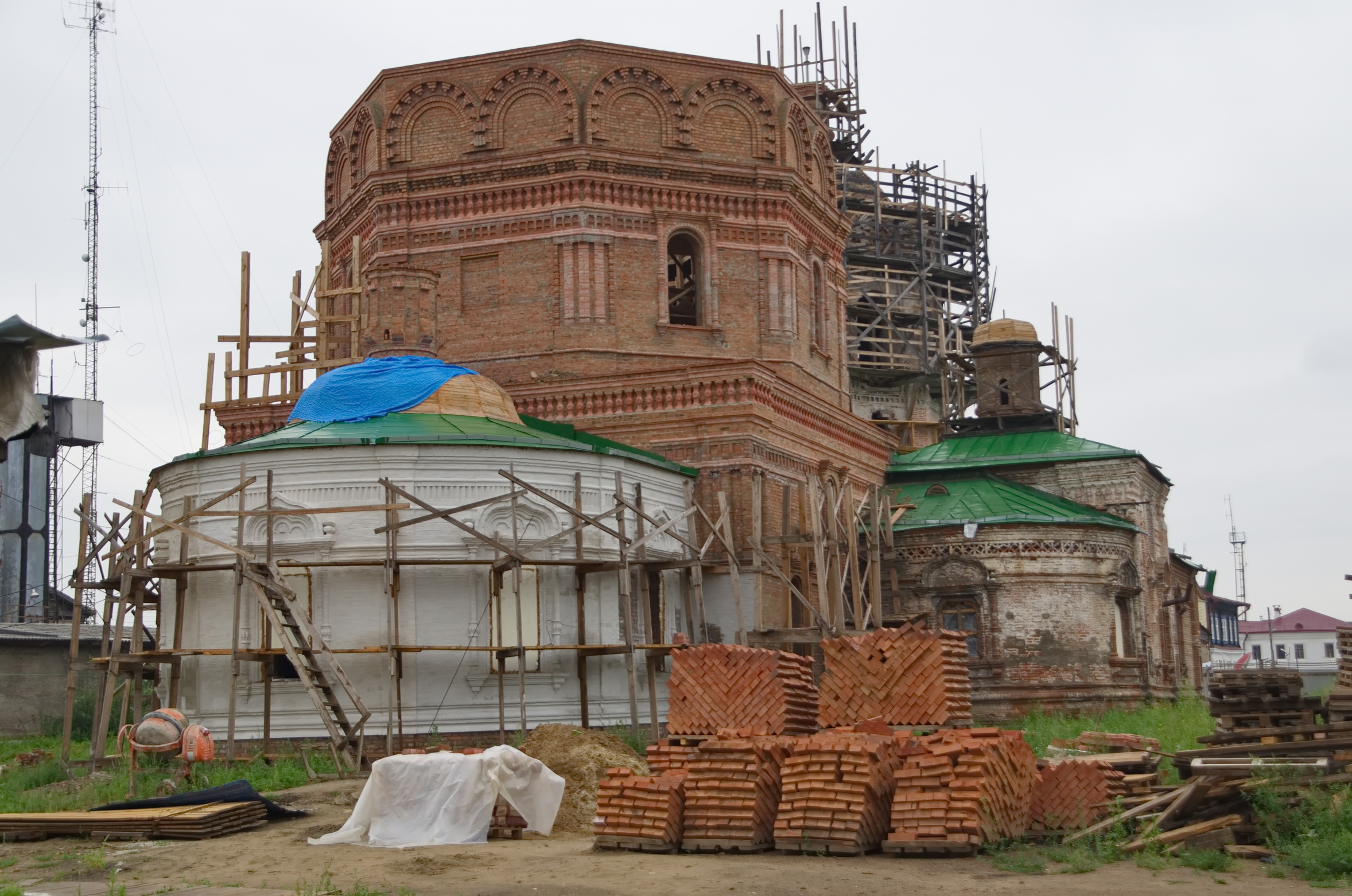
Reconstruction en 2016.

La cathédrale a survécu aux catastrophes humaines, mais pas au pouvoir soviétique. Dans les années 1930, l'édifice fut fermé, dépossédé de l'église et partiellement démantelé. Les briques de l'édifice servirent à la construction de la ville d'Igarka, en étant transportés par le fleuve. La partie restante, la chaufferie, fut transformée en chaufferie.
En 1980, l'édifice a été classé comme objet patrimonial culturel d'importance régionale, et fut classé d'importance fédérale en 1995.
Mais en 2008, la cathédrale a été incluse dans le programme  « Préparation du 400e anniversaire de la ville de Ienisseïsk en 2019 ». La cathédrale a été reconstruite en reprenant les plans et photographies d'époque. Pour l'anniversaire en août, l'extérieur avait été achevé. Mais en octobre 2019, il restait encore des échafaudages à l'intérieur, et la peinture à l'intérieur n'est pas terminée.

## Description

### Caractéristiques générales
La cathédrale se situe au no 1 voie Pojarny (Pojarny signifiant pompiers), sur la berge du fleuve Ienisseï, dans le centre historique de la ville. La rue Lénine, l'axe historique de la ville, est située à la fin de la voie Pojarny. Une place s'étend devant la cathédrale, et des pâtés de maisons sont au nord de l'édifice. La façade nord est parallèle au fleuve.
La cathédrale est plus ou moins un quadrilatère, composé d'une nef, d'un clocher à deux étages avec des tentes (ru) à deux étages. Sur les côtés nord et sud se trouvent des chapelles latérales avec des absides semi-circulaires situées sur l'axe longitudinal. Le toit de la nef est à pignon, sur les parties élevées en croupe et sur les parties inférieures des bas-côtés en pente. L'entrée principale se trouve sur le côté-ouest, dans l'axe longitudinal qui est l'axe central. Les murs sont blancs avec des ornements, les toits verts tandis que les couvertures de toit et les croix sont dorées. L'architecture est de style baroque sibérien, avec des caractéristiques propres à la ville de Ienisseïsk.

### Autres éléments
L'intérieur, comme le reste du bâtiment, s'aligne sur l'axe longitudinal qui est l'axe central du bâtiment. La nef possède de larges ouvertures avec les absides. Les murs sont faits en briques, et il y a des arches à l'intérieur. Les étages sont faits en briques avec des voûtes.